# توماس ألوفس
توماس ألوفس (بالألمانية: Thomas Allofs)‏ (مواليد 17 نوفمبر 1959) هو لاعب كرة قدم. يلعب مع منتخب ألمانيا الغربية لكرة القدم. سبق له أن لعب في كأس العالم لكرة القدم مع منتخب بلاده.

## مسيرته الكروية
لعب توماس ألوفس خلال مسيرته الاحترافية مع 4 أندية في خمسة عشر موسمًا وسجل خلالها 150 هدف ضمن 389 مباراة. حيث فاز في موسمين بالكأس ولم يفز بأي دوري.
خاض توماس ألوفس مسيرته مع نادي فورتونا دوسلدورف في موسم 1978–79 في المرة الأولى ليلعب معه أربعة مواسم ثم في موسم 1989–90 واستمر معه طيلة ثلاثة مواسم، مشاركًا طوالها في 182 مباراة سجل خلالها 57 هدفًا. ثم انتقل إلى نادي كايزرسلاوترن في موسم 1982–83 ليلعب معه أربعة مواسم، حيث شارك في 126 مباراة سجل خلالها 61 هدفًا. لينتقل بعدها إلى نادي كولن في موسم 1986–87 واستمر معه طيلة ثلاثة مواسم، مشاركًا في 70 مباراة سجل خلالها 30 هدف.

## روابط خارجية
- توماس ألوفس على موقع قاعدة بيانات كرة القدم.إي يو (الإنجليزية)
- توماس ألوفس على موقع بيانات كرة القدم. دي إي (الألمانية)
- توماس ألوفس على موقع ناشيونال فوتبول تيمز (الإنجليزية)
- توماس ألوفس على موقع عالم كرة القدم.نت (الإنجليزية)